# 張弋
張弋（1560年—？），字用弛，號南虞，又號躏鹤，雲南左衛人，官籍，明朝政治人物。

## 生平
萬曆十三年（1585年）乙酉科雲南鄉試第九名，萬曆十四年（1586年）丙戌科會試三百四十八名，登三甲第四名。兵部观政，本年六月任行人司行人。十九年八月升南京户部主事，卒于官。

## 家族
曾祖張勛，曾任百戶；祖父張羽鳳，曾任百戶；父張天民，曾任百戶。母羅氏；繼母張氏。具庆下。弟张式（庠生）、张岱。